# Stadion Narodowy w Tokio (2019)

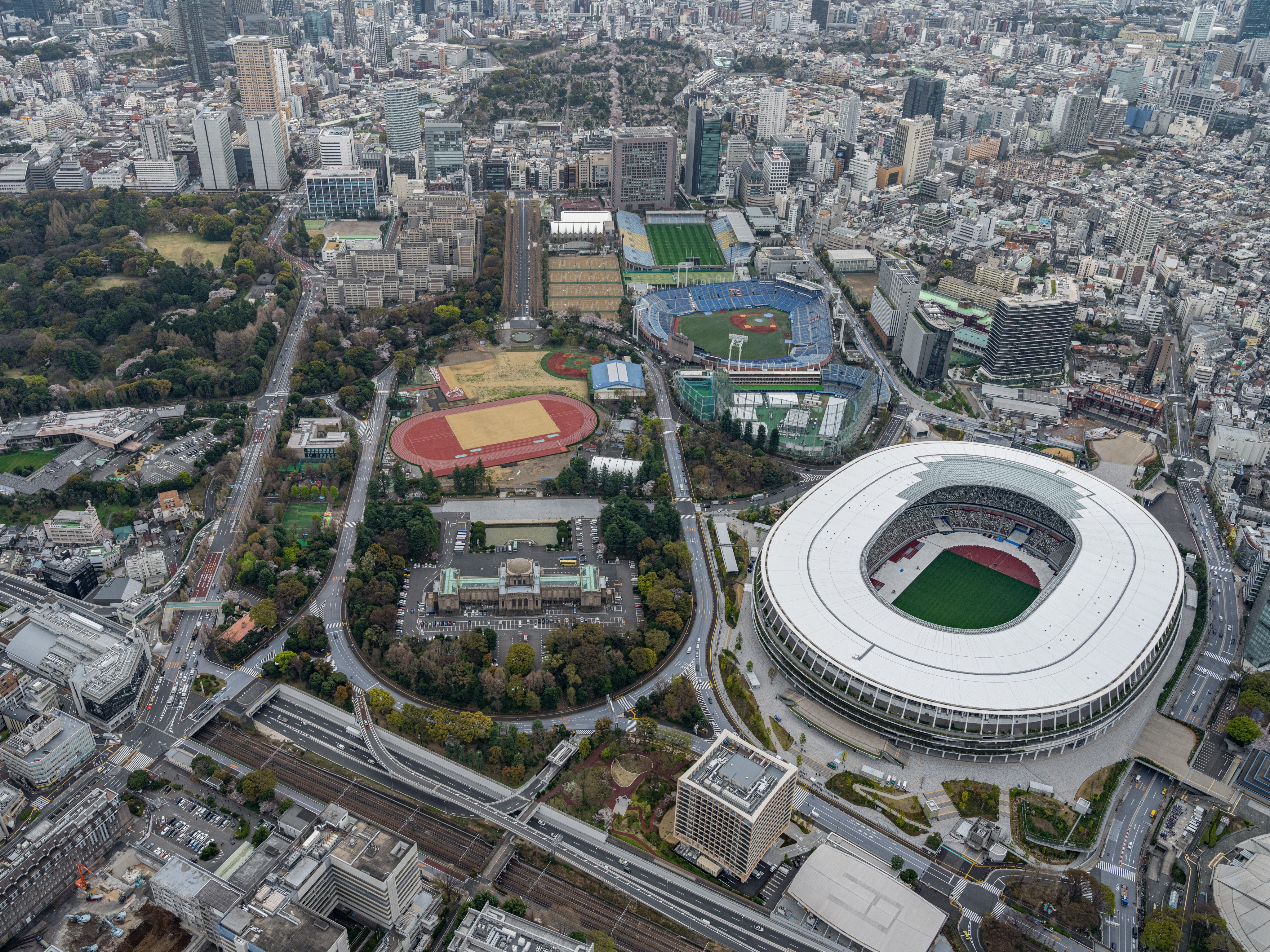
Stadion i jego okolice

Stadion Narodowy (jap. 国立競技場, Kokuritsu Kyōgi-jō), podczas budowy Nowy Stadion Narodowy – narodowy japoński wielofunkcyjny stadion używany głównie do meczów piłki nożnej położony w Shinjuku w Tokio. Jest głównym stadionem ceremonii otwarcia i zamknięcia, a także miejscem imprez lekkoatletycznych podczas Letnich Igrzysk Olimpijskich 2020, podczas których obiekt nosi nazwę Stadion Olimpijski (jap. オリンピックスタジアム, Orinpikku Sutajiamu).
Rozbiórka starego stadionu narodowego w Tokio zakończyła się w maju 2015. Budowa nowego rozpoczęła się 11 grudnia 2016.
Oryginalne plany stadionu zostały wycofane w lipcu 2015 przez japońskiego premiera Shinzō Abe, który ogłosił nową ofertę po publicznym oburzeniu z powodu zwiększonych kosztów budowy. W rezultacie stadion nie był gotowy na Puchar Świata w Rugby 2019, jak pierwotnie planowano. Nowy projekt stworzony przez architekta Kengo Kumę został wybrany aby zastąpić oryginalny projekt w grudniu 2015.

## Historia
Po tym, jak Tokio złożyło ofertę na bycie gospodarzem Letnich Igrzysk Olimpijskich w 2020, mówiło się o ewentualnej renowacji lub przebudowie Narodowego Stadionu Olimpijskiego. Stadion ten byłby gospodarzem ceremonii otwarcia i zamknięcia, a także konkurencji lekkoatletycznych.
W lutym 2012 potwierdzono, że stary stadion zostanie rozebrany. Koszt budowy nowego stadionu w miejscu dotychczasowego szacowano wówczas 1 miliard funtów. W listopadzie 2012 ujawniono rendering nowego stadionu narodowego na podstawie projektu architekti Zahy Hadid. Stary stadion został rozebrany w 2015. Nowy obiekt zostanie wykorzystywany do organizowania zawodów lekkoatletyki, rugby, niektórych meczów piłki nożnej oraz ceremonii otwarcia i zamknięcia igrzysk olimpijskich i paraolimpijskich.
Ze względu na ograniczenia budżetowe japoński rząd ogłosił kilka zmian w projekcie Hadidy w maju 2015, w tym anulowanie planów budowy składanego dachu i zmianę niektórych stałych miejsc siedzących na tymczasowe.
Kilku wybitnych japońskich architektów, w tym Toyoo Itō i Fumihiko Maki, skrytykowało projekt Hadidy, przy czym Ito porównał go do żółwia, a Maki nazwał go białym słoniem. Inni krytykowali wkroczenie stadionu do zewnętrznych ogrodów Sanktuarium Meiji. Arata Isozaki skomentował, iż był „zszokowany, widząc, że dynamika obecna w oryginale odeszła” w wyniku przeprojektowania pierwotnego planu Hadidy.
17 lipca 2015 premier Japonii Shinzō Abe ogłosił, że plany budowy nowego stadionu narodowego zostaną zmienione z powodu niezadowolenia społeczeństwa, w tym kosztów budowy stadionu. W rezultacie Abe ogłosił, że na organizację Pucharu Świata w Rugby 2019 trzeba będzie wybrać inny obiekt, ponieważ nowy stadion nie będzie gotowy aż do Olimpiady w 2020.
28 sierpnia 2015 rząd Japonii wydał nowe wytyczne dotyczące budowy stadionu. Stała pojemność wyniesie 68 000, lecz będzie można ją zwiększyć do 80 000 dzięki zastosowaniu tymczasowych trybun nad bieżnią lekkoatletyczną. Rząd zrezygnował także ze składanego dachu. Zamiast tego zostanie zbudowany stały dach tylko nad siedzeniami dla widzów.
21 grudnia 2015 Japońska Rada Sportu ogłosiła, że Kuma i Taisei Corporation zostały wybrane do zaprojektowania i wybudowania stadionu. Budowę stadionu rozpoczęto w grudniu 2016, a jego zakończenie zaplanowano na 30 listopada 2019, kiedy to stadion zostanie przekazany Międzynarodowemu Komitetowi Olimpijskiemu (MKOl) w celu przeprowadzenia przygotowań do organizacji igrzysk. Nowy projekt miałby pomieścić 68 089 w trybie lekkoatletycznym z możliwością skonstruowania tymczasowych miejsc siedzących nad stałym torem, aby zwiększyć pojemność 80 016. Pojemność podczas Igrzysk Olimpijskich miała wynieść 60 102, biorąc pod uwagę miejsca siedzące dla prasy i kadry kierowniczej. Ta pojemność została dodatkowo zmniejszona na Paraolimpiadzie do 57 750, aby dodać więcej miejsc dla osób niepełnosprawnych.
Inauguracyjne wydarzenie sportowe stadionu, Finał Pucharu Cesarza 2019, odbyło się 1 stycznia 2020.

## Położenie i transport
Znajduje się w obszarze ogrodu zewnętrznego ogrodu Meiji-jingū. Na zachodzie położone jest Tokyo Metropolitan Gymnasium. Na południu znajduje się Stadion Meiji-jingū i Stadion Chichibunomiya. W terenie występuje różnica wysokości, a niska zachodnia strona jest częściowo podniesiona sztucznym gruntem.
- Drogi
  - Zachód: Metropolitan Road 418 (Gaien Nishi-dori); Północ: Metropolitan Road 414; Wschód: Ward road 43-670; Południe: Ward road 43-690
- Najbliższe stacje metra
  - Strona północna: linia metra Toei Oedo / stacja Kokuritsu-Kyōgijō; Strona południowa: linia metra Ginza / stacja Gaiemmae
- Najbliższe stacje kolejowe
  - Strona północna: linia JR Chūō-Sōbu (zatrzymuje się na każdej stacji) / stacje Sendagaya i Shinanomachi